# Космические рейнджеры: Наследие
«Космические рейнджеры: Наследие» — компьютерная игра в жанре ролевой пошаговой стратегии, разработанная и изданная «1С» в 2018 году для Android и iOS. Является вторым спин-оффом и последней игрой в серии «Космические рейнджеры». Распространяется по условно-бесплатной схеме.

## Игровой процесс
«Космические рейнджеры: Наследие» основана на второй части серии. По сравнению с последней в игре появились некоторые новые элементы: исследовательские модули и глушилки делают доминаторов более пассивными, появились новые антидоминаторские апгрейды, улучшение корабля стало возможно практически на любой планете, при этом уменьшилось разнообразие среди корабельных деталей, исчезли планетарные бои и текстовые квесты. В связи с условно-бесплатным методом распространения в игре появилась монетизация: за премиальную валюту теперь можно мгновенно перемещаться между системами, возрождаться прямо на месте гибели и покупать временное мощнейшее снаряжение.

## Разработка и выпуск
«Космические рейнджеры: Наследие» была анонсирована спустя месяц после выпуска предыдущего спин-оффа серии, Space Rangers: Quest, на выставке «Игромир 2016», проходившей в сентябре-октябре 2016 года. Выпуск планировался в том же году, но в итоге состоялся лишь 11 апреля 2018 года.

## Восприятие
Георгий Курган из «Игр Mail.ru» оценил игру в 6 баллов из 10. Он раскритиковал игру за исчезновение многих геймплейных элементов из второй части, в том числе планетарных боёв и текстовых квестов, из-за чего игровой процесс стал слишком однообразным, а также агрессивную монетизацию, заставляющую игрока заниматься скучным гриндом, рушащую атмосферу серии и ломающую внутриигровой баланс в случае, если игрок вкладывается в игру. Георгий пишет, что в «Наследии» из предыдущих частей «остались сеттинг, узнаваемые графические эффекты и по-прежнему чарующая музыка», а также хвалит игру за новую графику, однако подытоживает, что всё это не стоит того, чтобы игрок тратил свои время или деньги на её.

### Комментарии
1. ↑  После покупки польских 1C Entertainment и 1C Online Games китайской Tencent в феврале 2022 года, «1С» лишилась прав в том числе и на серию «Космических рейнджеров»[1].